# Les deux journées
Les deux journées, ou Le porteur d'eau (Le due giornate, o il portatore d'acqua) è un'opéra-comique in tre atti di Luigi Cherubini su libretto di Jean-Nicolas Bouilly.
La prima rappresentazione ebbe luogo al Théâtre Feydeau di Parigi il 16 gennaio 1800.
Va ascritta al genere dell'opéra-comique non perché il soggetto sia comico in senso stretto, ma perché presenta la tipica alternanza di pezzi musicali e dialoghi parlati.

## Interpreti della prima rappresentazione
| Personaggio | Interprete                                       |
| ----------- | ------------------------------------------------ |
| Mikeli      | Antoine Juliet                                   |
| Armand      | Pierre Gaveaux                                   |
| Antonio     | Jausserand                                       |
| Constance   | Julie-Angélique Scio-Legrand                     |
| Marcélina   | Alexandrine-Marie-Agathe Gavaudan o Mlle Rosette |
| Angélina    | Desmares                                         |
| Daniel      | Platel                                           |
| Sémos       | Ferdinand Prévost                                |

## Trama
Luogo: Francia.
Epoca: 1647, al tempo del cardinale Mazzarino.

### Atto I
Casa di Micheli
Micheli è un portatore d'acqua savoiardo che vive a Parigi. Il figlio di Micheli, Antonio, racconta che quando era bambino uno sconosciuto francese gli salvò la vita. È interrotto dall'arrivo del conte Armand, un membro del parlamento francese, che entra con la moglie Constance, pregando Micheli di salvarlo dai soldati del cardinale Mazzarino. Micheli offre prontamente il proprio aiuto. Micheli spiega ad Armand che il giorno seguente Antonio dovrà recarsi a sposare Angelina, che vive a Gonesse. Egli progetta di fare uscire Armand e Constance di nascosto dalla città, che è accerchiata dagli uomini di Mazzarino, facendo credere che Constance sia la sorella di Antonio, e nascondendo Armand nel proprio barroccio. Rientra Antonio e, con sua grande gioia, riconosce in Armand l'uomo che un tempo gli aveva salvato la vita.

### Atto II
Una porta di Parigi
I soldati di Mazzarino fermano i passanti per cercare i fuggitivi. Lasciano passare Antonio e la "sorella", ma sono insospettiti dal barroccio di Micheli. Mentre Micheli li distrae, Armand scivola fuori dal suo nascondiglio e riesce a scappare. Micheli viene fatto tornare indietro.

### Atto III
A Gonesse
Gli abitanti del villaggio preparano le nozze tra Angelina e Antonio. Una pattuglia di soldati entra mentre giungono Antonio, Armand e Constance. Armand si nasconde presso un albero, ma si arrende quando sua moglie viene arrestata. A questo punto, giunge Micheli con la notizia che la regina ha offerto il perdono a tutti i membri del parlamento. Tutto termina felicemente.

## Discografia
- 1947 - Pierre Giannotti (Armand), Janine Micheau (Constance), Charles Paul (Mikeli), Marion Davies (Marcelina), Eugène Regnier (Antonio) - Direttore: Thomas Beecham - Orchestra: Royal Philharmonic - Registrazione dal vivo - LP: Unique Opera Records Corporation UORC 174 (1973); Cetra «Opera Live» LO 49; VOCE-73. CD: Intaglio ING CD 7342 (1993); Malibran Music MR 554 (2004); Mike Richter Audio Encyclopedia AE 103 «Sir Thomas Beecham» (2004)[2]
- 1950 - Walter Anton Dotzer (Armand), Anny Felbermayer (Constance), Walter Berry (Mikeli), Kurt Equiluz (Antonio) - Direttore: Haimo Täuber - Orchestra: Radio Symphonieorchester Wien - Registrazione da una trasmissione radiofonica in tedesco (Der Wasserträger) - CD: Walhall «Eternity Series» WLCD 204 (2007)
- 1955 - Mirto Picchi (Armand), Ester Orel (Constance), Paolo Silveri (Mikeli), Tommaso Frascati (Antonio) - Direttore: Antonio Pedrotti - Orchestra e Coro di Milano della RAI - Registrazione da una trasmissione radiofonica in italiano - LP: Mauro R. Fuguette «Cherubini Series» MRF/C-04 (con L'osteria portoghese)
- 1962 - Fritz Wunderlich (Armand), Hildegard Hillebrecht (Constance), Marcel Cordes (Mikeli), August Messthaler (Daniel), Christa Lippmann (Marcelina), Robert Hoyem (Antonio), Gustav Adolf Franck (Semos) - Direttore: Hans Müller-Kray - Orchestra della Radio di Stoccarda. Coro: Süddeutschen Rundfunks - Registrazione da una trasmissione radiofonica in tedesco - CD: Melodram CDM 19 507; Myto 1 MCD 011 237 (2001)[3]
- 2001 - Yann Beuron (Armand), Mireille Delunsch (Constance), Andreas Schmidt (Mikeli), Kwangchul Youn (Daniel), Olga Pasichnyk (Marcelina), Étienne Lescroart (Antonio), Vera Schoenenberg (Angelina), Miljenko Turk (Semos) - Direttore: Christoph Spering - Orchestra: Das Neue Orchester - CD: Opus 111 OP 30306 (2002)[4]